# William N. Doak

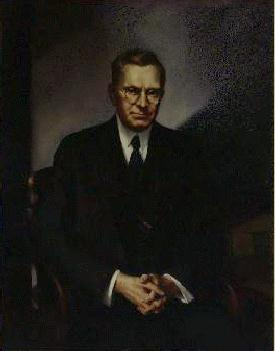
Das offizielle Porträt von William N. Doak im US-Arbeitsministerium

William Nuckles Doak (* 12. Dezember 1882 in Rural Retreat, Wythe County, Virginia; † 23. Oktober 1933 in McLean, Virginia) war ein US-amerikanischer Gewerkschafter und Politiker (Republikanische Partei). Er gehörte dem Kabinett von US-Präsident Herbert Hoover als Arbeitsminister an.
Nach dem Besuch der öffentlichen Schule und der Business School arbeitete Doak zunächst als Eisenbahnangestellter. Mit der Zeit trat er zunehmend für die Rechte der Arbeiter ein und wurde letztlich Vizepräsident der Gewerkschaft Brotherhood of Railroad Trainmen. Auch in der Politik wurde Doak aktiv. So war er 1916 Delegierter zur Republican National Convention in Chicago, die Charles Evans Hughes als Präsidentschaftskandidat gegen Amtsinhaber Woodrow Wilson nominierte; 1932 nahm er erneut an der Convention seiner Partei teil, die Präsident Hoover als Kandidaten bestätigte.
Im Jahr 1920 trat Doak selbst als Kandidat für ein politisches Amt an, scheiterte aber im 6. Distrikt von Virginia bei der Wahl zum US-Repräsentantenhaus. Vier Jahre später kandidierte er für den US-Senat, scheiterte aber wiederum. Mit 24,2 Prozent der Stimmen war er gegen den Demokraten Carter Glass chancenlos.
Im Dezember 1930 wurde Doak dann von Herbert Hoover als Nachfolger des in den Senat gewählten Arbeitsministers James J. Davis in dessen Kabinett berufen. Er hatte dieses Amt bis zum Ende von Hoovers Präsidentschaft im März 1933 inne. Während dieser Zeit befürwortete er die Annahme des noch von seinem Vorgänger auf den Weg gebrachten Davis-Bacon Act, einer Gesetzesvorlage, die die Zahlung von Arbeitsentgelten bei Aufträgen der öffentlichen Hand regelte.
Nur wenige Monate nach Ende seiner Amtszeit starb William Doak an den Folgen einer Herz-Kreislauf-Erkrankung. Er wurde in seinem Geburtsort Rural Retreat beigesetzt.